# Witness Lee

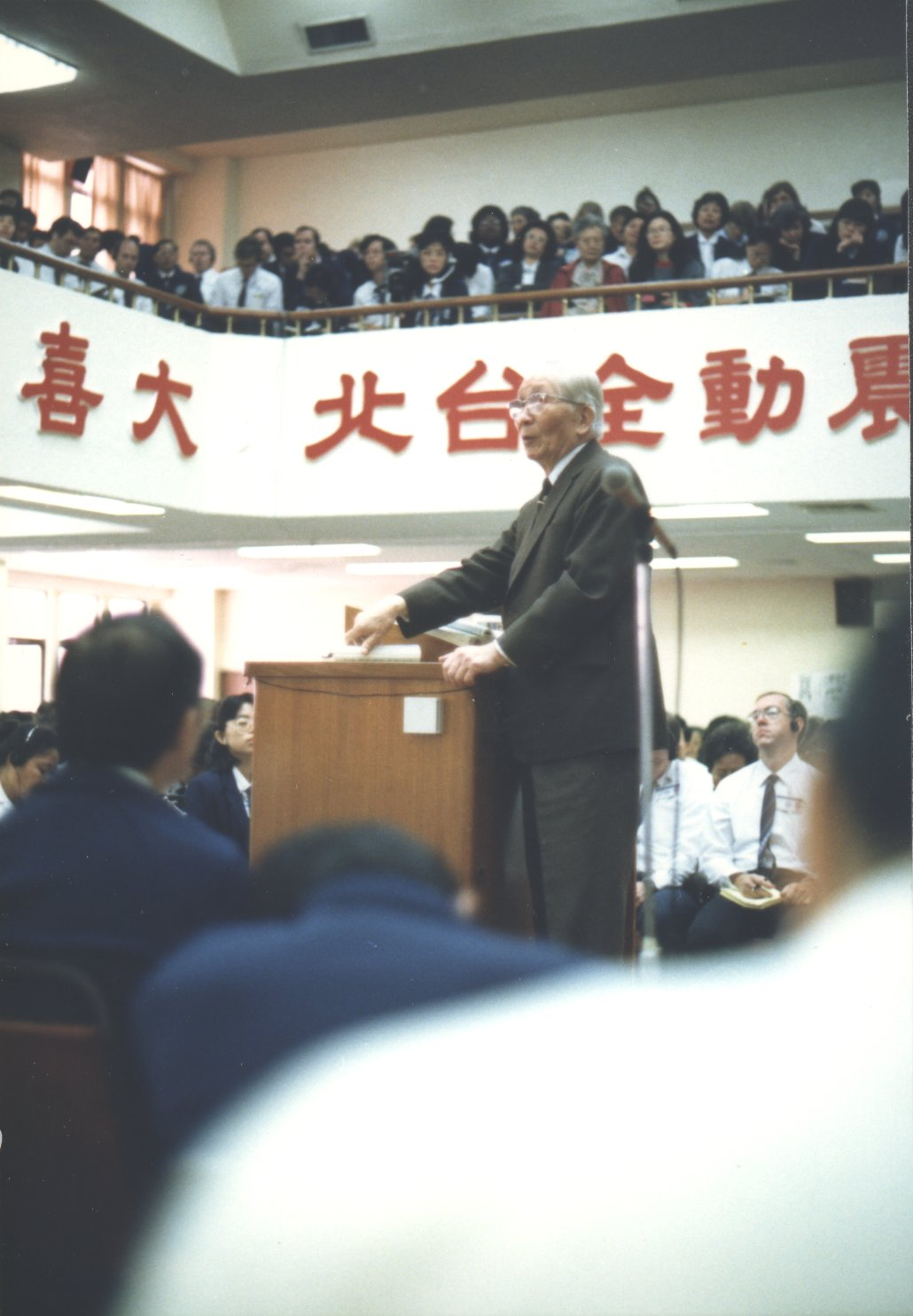
Witness Lee (1987)

Witness Lee (李常受, Pinyin Lǐ Chángshòu) (* 1905 in Yantai, Provinz Shandong, China; † 9. Juni 1997 Anaheim, Kalifornien, Vereinigte Staaten) war ein protestantischer Prediger aus China. Er gehört mit zu den Gründern des Verlags Living Stream Ministry.
Lee wurde in einer baptistischen Familie geboren und hatte 1925 bei einer Predigt von Peace Dang Wang ein Wiedergeburtserlebnis. Später schloss er sich Watchman Nee an und wurde zu dessen engstem Mitarbeiter. Lee betont in seiner Theologie einer „Wiedererlangung des Herrn“ die subjektive Erfahrung der Gläubigen, dass sie Christus als ihr Leben genießen sollen, damit die Gemeinde nicht als Organisation, sondern als Leib, als „Organismus“ ins Dasein kommt, der Christus zum Ausdruck bringt.

## Leben

### Anfangsjahre
Witness Lees Großvater mütterlicherseits war Baptist. Daher besuchte Lees Mutter die amerikanische Baptisten-Missionsschule und wurde als Teenager um 1885 in der Baptistengemeinde getauft. Damit sie ihren Kindern eine gute Ausbildung in Chinesisch und Englisch bezahlen konnte, verkaufte sie ihre Erbschaft. Lees Vater war Bauer und starb 1923.
Lee besuchte die baptistische chinesische Grundschule und danach die englische Missionshochschule, die von amerikanischen Presbyterianern geleitet wurde. Obwohl er zur Sonntagsschule und zum Gottesdienst der Baptisten ging, wurde er nicht getauft. Fünf Jahre später besuchte er keine Gottesdienste mehr.
Erst als Lees zweite Schwester sich bekehrte, war Lee wieder offen für Gemeinschaft, denn seine Schwester betete für ihn und stellte ihm den Pfarrer einer unabhängigen chinesischen Gemeinde vor, der Lee oft besuchte und ihn zu seinen Gottesdiensten einlud. Es dauerte jedoch noch bis zum zweiten Tag des chinesischen Neujahrsfestes 1925, bis Lee sich entschloss, einen Gottesdienst dieser Gemeinde zu besuchen. Nach ungefähr zweieinhalb Monaten wurde er durch Besprengung Mitglied der Gemeinde, war aber nach eigenen Angaben immer noch nicht „wiedergeboren“. Als im April 1925 die Schwester Peace Wang predigte, hatte er nach eigenen Aussagen ein Offenbarungserlebnis und weihte sich für den Rest seines Lebens „als Leibeigener dem Herrn“.
Während der Beschäftigung mit den Büchern von Watchman Nee entwickelte Lee die Lehre, dass die Existenz von Denominationen nicht im Sinne Gottes sei. 1927 wurde er zum Mitglied des Vorstandes seiner Gemeinde gewählt, aber er nahm dieses Amt nicht an und verließ die Denomination. Er suchte Gemeinschaft mit einem Zweig der Brüderbewegung, der sich nur in kleinen Gemeinschaften, nicht aber in großen Gruppierungen traf. Lee besuchte die Brüderversammlungen siebeneinhalb Jahre und wurde 1930 vom örtlichen Leiter, einem Herrn Burnet, durch Untertauchen im Meer getauft.

### Beginn des Dienstes
Nicht lange nach seiner Bekehrung studierte Lee die Bücher verschiedener christlicher Lehrer und stieß dabei auf die Zeitschriften Der Morgenstern und Der Christ von Watchman Nee. Lee schrieb ihm und sie begannen sich über ihre Überzeugungen und ihre Bibelexegese auszutauschen. 1932 trafen sie sich schließlich in Tschifu (Yantai), wo Lee in der chinesischen unabhängigen Gemeinde predigte. In dieser Zeit änderte sich Lees Gottes- und Bibelbild. Einige örtliche Christen begannen sich nach Nees Besuch mit Lee im Haus seiner Mutter als „die Gemeinde in Tschifu“ zu versammeln. Da die Gemeinde wuchs, mieteten sie schließlich einen Versammlungsraum.
In dieser Zeit entschloss sich Lee, nach eigenen Angaben auf Grund von Gotteserfahrungen, seine Arbeit aufzugeben und nur noch als Geistlicher zu arbeiten. Bei dieser Entscheidung wurde er entscheidend von Watchman Nee bestärkt, der ihm am 17. August schrieb, er fühle, dass Lee „künftig dem Herrn vollzeitig dienen“ solle.
In den folgenden Jahren arbeiteten beide zusammen, bis Lee schließlich die Aufgaben von Nee komplett übernahm, da dieser nach und nach ausschied.

### Zusammenarbeit mit Watchman Nee
1934 zog Lee mit seiner Familie nach Shanghai und Nee übergab ihm die Verantwortung für die Veröffentlichungen. Lee wurde als Herausgeber der Zeitschrift Der Christ eingesetzt. Zudem begann er innerhalb Chinas herumzureisen, zu predigen und örtliche Gemeinden zu gründen, vor allem in der Provinz Zhejiang. Ende 1935 bis Sommer 1937 gründete er Gemeinden in Peking und Tientsin und reiste zu den nordwestlichen Provinzen Suiyuan, Shanshi und Shensi.
Da die Japaner einmarschierten, kehrte Lee im November 1937 nach Tschifu zurück und kümmerte sich vor allem um die Gemeinde in Tschifu und Tsingtau, wobei er dem Dienst von Watchman Nee genau folgte. Ende 1942 war die Gemeinde in Tschifu zu bedeutender Größe angewachsen. Da Lee versuchte, auch außerhalb Tsingtaus zu missionieren, wurde er unter dem Verdacht der Spionage von den japanischen Besatzern gefangen genommen und einen Monat lang verhört. Dies schwächte seine Gesundheit nachhaltig. Nach seiner Freilassung erkrankte er an Tuberkulose. Um zu genesen, zog er 1944 nach Qingdao und blieb dort zwei Jahre.
Nach dem Zweiten Weltkrieg nahm Lee die Arbeit in China wieder auf und konzentrierte sich vor allem auf Shanghai und Nanking. Hier wurden ab 1947 auch Gemeinden gegründet. Im Dezember desselben Jahres besuchte Lee zusammen mit anderen Mitarbeitern viele Gemeinden in den südlichen Provinzen wie Hongkong, Kanton, Swatow und Amoy und versuchte sie in die von ihm geleitete Gemeinschaft einzugliedern und sie von seiner Sicht des Christentums zu überzeugen.
Bei einem Besuch in Fuzhou besuchte er auch Nee, der zu diesem Zeitpunkt für sechs Jahre aus der Missions- und Gemeindearbeit ausgeschieden war, unter anderem wegen Missverständnissen mit Lee. Nachdem sie sich geeinigt hatten, arbeiteten sie wieder gemeinsam weiter. Ihre erste gemeinsame Reise führte sie nach Shanghai, wo sie Gemeinden gründeten.
Aufgrund der veränderten politischen Situation unter Mao Zedong floh Lee nach Taiwan und veröffentlichte von dort weiterhin die Schriften der Glaubensgemeinschaft.
Das letzte Treffen von Nee und Lee fand 1950 in Hongkong statt, wo sie gemeinsam wirkten und eine Gemeinde gründeten. Von nun an war Lee nur noch für die Arbeit außerhalb Chinas zuständig, zu dieser Zeit vor allem in Hongkong und Taiwan. In China selbst übernahmen andere die Arbeit.
Kurz darauf wurde Watchman Nee in China inhaftiert, sodass eine weitere Kommunikation zwischen den beiden nicht mehr möglich war. Lee arbeitete nun – wie schon zur Zeit der Inaktivität Nees – allein weiter.

### Dienst in Taiwan
In Taiwan gründete Lee einige Gemeinden und war ansonsten vor allem verlegerisch tätig. Er begann Bücher im Verlag Taiwan Gospel Book Room zu veröffentlichen, von nun an offizieller Verlag der Gemeinden außerhalb Chinas. Außerdem veröffentlichte er zwischen 1950 und 1986 415 Ausgaben der Zeitschrift "The Ministry of the Word".
Anfang 1950 reiste Lee auf die Philippinen und blieb dort 3–4 Monate, um Gemeinden zu gründen. Durch seinen Dienst entstanden dort über 100 Gemeinden.

### Im Westen
Lees Wirken in Europa begann durch eine Einladung, von April bis Oktober 1958 Trainings und Konferenzen in London und Kopenhagen abzuhalten. Zwischen 1958 und 1961 besuchte Lee dreimal die USA. 1962 hielt er seine erste Konferenz auf Englisch in Los Angeles. Die Vorträge wurden in einem Buch namens The All-Inclusive Christ veröffentlicht. In den darauf folgenden Jahren wurde er von vielen Christengruppen in den USA eingeladen, zu ihnen zu sprechen.
Während der 1960er Jahre hielt Lee eine Anzahl kürzere Konferenzen und längere informelle Trainings in Los Angeles und in anderen Städten der USA. Seine Vorträge wurden in einer kleinen Zeitschrift namens The Stream veröffentlicht. 1965 gründete Lee den Verlag The Stream, später Living Stream Ministry (Dienst im Lebensstrom).
1974 zog Lee nach Anaheim, Kalifornien, wo er zweimal pro Jahr internationale 10-Tages-Trainings hielt. Gleichzeitig begann er wöchentliche Versammlungen in Südkalifornien zu halten. Er nutzte diese Zeit, um jedes biblische Buch einzeln auszulegen, beginnend mit dem Römerbrief (Dezember 1974) und dem 1. Buch Mose (1974–1978). Die Studien zum Neuen Testament waren im Dezember 1984 mit der Apostelgeschichte abgeschlossen, die Studien zum Alten Testament wurden im Dezember 1994 mit den Büchern Sprüche, Prediger und Hoheslied vollendet. Während dieser Zeit schrieb Lee ausführliche Gliederungen, Fußnoten und Querverweise zu allen Büchern des Neuen Testaments. Sie erschienen zusammen mit einer Übersetzung des NT, der „Wiedererlangungsversion“, 1987 auf Chinesisch und 1991 auf Englisch.
Lee reiste in diesen Jahren ausgiebig umher. In den 60er und 70er Jahren besuchte er viele Orte in den USA und Kanada sowie in Taiwan, auf den Philippinen, in Hongkong, Singapur, Indonesien, Malaysia, Thailand und Japan. Er besuchte auch Südamerika, Australien, Neuseeland, Südkorea, Europa und Israel.
1976 wurde in Anaheim eine Versammlungshalle gebaut, die zugleich als Konferenzzentrum und Büro des Living Stream Ministry dienen sollte. 1981/82 entstand ein zweites Konferenz- und Verlagszentrum in Irving (Texas). Die beiden Gebäude ermöglichten es Lee, ohne Unterbrechung seine Trainings zu halten und an seinen Veröffentlichungen zu arbeiten.

### „Der von Gott verordnete Weg“
Mitte der 80er Jahre stellte Lee bei der Beobachtung der Mission in Taiwan fest, dass diese nicht in der gewünschten Geschwindigkeit erfolgte, und begann eine Umstrukturierung der Gemeinden: Statt großer Versammlungen sollten von nun an kleine Versammlungen in den Häusern der Gläubigen abgehalten werden. Das Ergebnis seiner Arbeit war der sogenannte „neue Weg“ oder „der von Gott verordnete Weg“, der seiner Ansicht nach aus vier Hauptschritten besteht.

### Der „Hohe Gipfel“
Im Februar 1994 begann Lee über das zu sprechen, was er „den hohen Gipfel der göttlichen Offenbarung“ nannte. Dabei ging es, wie er es nannte, um Gottes Ökonomie, die darin bestehe, die Gläubigen im Leben und in der Natur zu Gott zu machen, aber nicht in der Gottheit. Andere Hauptthemen waren „das Neue Jerusalem, die vollständige Errettung Gottes mit den gerichtlichen und organischen Aspekten, der vollständige Dienst Christi in seinen drei göttlichen und mystischen Stadien und die Einverleibung der Gläubigen in den vollendeten Dreieinen Gott.“ (Lee verwendete das Wort „Einverleibung“ in dem Sinn, dass Personen ineinander wohnen.) Er begann eine Serie von Bibelauslegungen, die er „Kristallisationsstudium der Bücher der Bibel“ nannte, von denen er bis zu seinem Tod aber nur Jakobus, Hohelied, Johannes und Römer vollendete.

### Tod
Während des „Hohen Gipfels“ seines Dienstes im Jahr 1994 bekam Lee Prostatakrebs. Im Februar 1997 hielt er seine letzte Konferenz ab. Am 30. Mai 1997 musste er ins Krankenhaus, weil sein Krebs Komplikationen verursachte. Am Montag, dem 9. Juni 1997, starb Witness Lee um 9.30 Uhr. Sein letztes Wort soll „Opfer“ gewesen sein.

## Lehren

### Gott
1. Nach Lee ist Gott in der Essenz oder Substanz einer, in der Hypostase oder den Personen dagegen unterscheidbar drei. Die drei der Dreieinigkeit – Vater, Sohn und Geist – seien ewig unterscheidbar, aber sie seien nie voneinander getrennt und handelten nie voneinander unabhängig. So sei der dreieine Gott der Vater in Christus als der Geist, um für die Gläubigen das Leben und die Lebensversorgung zu sein.[17][18][19][20]
2. Der dreieine Gott sei „durch einen Prozess gegangen und vollendet worden“. In seiner ewigen Existenz verändere sich Gott nicht, aber er habe sich in seinem ökonomischen Vorangehen verändert, in Christus, dem Prozess der Fleischwerdung, des menschlichen Lebenswandels, des Todes, der Auferstehung und Himmelfahrt, denn er sei als der Leben gebende Geist vollendet worden (1. Kor. 15,45; 2. Kor. 3,17), damit er in den Gläubigen wohnen könne.[21][22][23]
3. Der durch einen Prozess gegangene und vollendete dreieine Gott teile sich in seine Erwählten aus, um sie mit seinem göttlichen Leben wiederzugebären (1. Pet. 1,3), entsprechend seiner göttlichen Natur umzuwandeln (Röm. 12,2; 2. Kor. 3,18) und schließlich mit seiner göttlichen Herrlichkeit zu verherrlichen (Röm. 8,30), wobei er sie in Leben, Natur und Ausdruck sich selbst gleichmache.[24][25][26]
4. Bei Gottes neutestamentlicher Ökonomie (1.Tim. 1,4), die Gottes Plan oder Weg sei, um seinen ewigen Vorsatz auszuführen, gehe es darum, sein eigenes Wesen in seine Erwählten hinein auszuteilen (Eph. 3,8–11), um das Neue Jerusalem als die gegenseitige Wohnung des dreieinen Gottes und des dreiteiligen Menschen zu vollenden (Offb. 21,3.22), damit er für ewig voll zum Ausdruck komme.[27][28][29]

### Christus
1. Der lebendige Christus stehe im Gegensatz zur toten Religion.
2. Als das Haupt des Leibes (Kol. 1,18) sei Christus nicht nur der Führer und das Vorbild für die Gemeinde, sondern an sich die Person der Gemeinde selbst, wobei der ganze Leib durch diese Person ins Dasein komme, lebe und wirke (Eph. 4,16; Kol. 2,19).
3. Christus führe seinen Dienst in drei Stadien aus, nämlich in seiner Fleischwerdung, seiner Einschließung und seiner Intensivierung, wodurch Gott seine ewige Ökonomie ausführe, die sein Herzenswunsch sei. Im Stadium seiner Fleischwerdung habe Christus Gott in den Menschen hineingebracht, Gott in der Menschlichkeit zum Ausdruck gebracht und die gerichtliche Erlösung der Gläubigen vollbracht, was für diese die Vergebung ihrer Sünden beinhalte (Kol. 1,14), ihre Rechtfertigung vor Gott (Röm. 4,25; 5,18), ihre Versöhnung mit Gott (Röm. 5,10) und ihre Heiligung der Stellung nach (Heb. 13,12).[30][31] Im Stadium seiner Einschließung sei Christus durch seine Auferstehung zum erstgeborenen Sohn Gottes geworden (Röm. 1,3–4; 8,29), zum allumfassenden, zusammengesetzten, Leben gebenden Geist (1. Kor. 15,45), und habe all seine Gläubigen zu vielen Söhnen Gottes wiedergeboren (1. Pet.1,3). Im Stadium seiner Intensivierung sei er als der Leben gebende Geist zu den sieben Geistern Gottes geworden (Offb. 1,4; 5,6), um dem Niedergang der Gemeinde entgegenzustehen, wodurch er seine organische Errettung intensiviert habe, nun die Überwinder hervorbringe und das Neue Jerusalem für ewig vollende.[32][33][34][35][36]

### Der Geist Gottes
1. Christus sei zum Leben gebenden Geist geworden (1. Kor. 15,45), der die Wirklichkeit Christi in Auferstehung sei (Joh. 14,16–20).[37]
2. Der Geist Gottes sei ewig einer (Eph. 4,4), aber im Zeitalter des Niedergangs der Gemeinde sei er in der Funktion und in seinem Wirken „siebenfach“ intensiviert (Off. 4,5), was zur Vollendung der Ökonomie Gottes notwendig sei.
3. Der Geist Gottes sei allumfassend, zusammengesetzt, Leben gebend, innewohnend, siebenfach intensiviert und die Vollendung des durch einen Prozess gegangenen dreieinen Gottes.[38]
4. Die Erfahrung Christi als der Geist führe die Gläubigen in den göttlichen und mystischen Bereich des vollendeten Geistes und des pneumatischen Christus hinein, wo sie genössen und erführen, was der dreieine Gott sei. Heute diene Christus als der Leben gebende Geist den Gläubigen nicht nur mit Physischem (und auch nicht nur mit Geistlichem), sondern mit Göttlichem und Mystischem, und er bringe die Gläubigen in einen Bereich, der göttlich und mystisch sei.[39][40]

### Errettung
Der gerichtliche Aspekt der vollständigen Errettung Gottes sei durch Christi Tod am Kreuz für Gottes gerichtliche Erlösung vollbracht worden, damit die Gläubigen vor Gott als solche stehen könnten, denen vergeben worden sei und die gewaschen, gerechtfertigt, mit Gott versöhnt und der Stellung nach vor Gott geheiligt seien. Sobald die Gläubigen gerichtlich erlöst und mit Gott versöhnt worden seien, genössen sie den organischen Aspekt der Errettung Gottes, die in Christi Leben ausgeführt werde (Röm. 5,10), das den Gläubigen durch den Leben gebenden Geist verfügbar gemacht worden sei. In solch einer organischen Errettung würden die Gläubigen wiedergeboren, geheiligt, erneuert, umgewandelt, dem Bild Christi gleichgestaltet und schließlich verherrlicht, um das göttliche Leben, das sie durch die Wiedergeburt empfangen hätten, völlig zum Ausdruck zu bringen.

### Leben
In der Definition des Lebens folgte Lee Watchman Nee und sagte, das Leben sei der dreieine Gott, der durch einen Prozess gegangen sei und sich nun in den dreiteiligen Menschen hinein austeile (1.Thes. 5,23; Röm. 8,10.6.11). Diese Austeilung wandle den Menschen in das herrliche Bild Christi um (2. Kor. 3,18), sodass der Mensch zum Ausdruck Gottes werde.
Lee stellte fest, dass die Bibel mit dem Baum des Lebens beginne (1. Mose 2,9) und mit dem Baum des Lebens ende (Offb. 22,2). Die Linie des Baumes des Lebens stehe im Gegensatz zur Linie des Baumes der Erkenntnis des Guten und Bösen. Lee betonte auch die Erfahrung und den Genuss Christi, indem dieser geistlich gesehen gegessen und getrunken werde (Joh. 6,54–58). Da Christus heute der Leben gebende Geist sei, könnten die Gläubigen ihn als ihr Leben und als ihre Lebensversorgung praktisch und wirklich genießen. Der beste Weg, den Herrn zu essen, sei es, sein Wort „betend zu lesen“ (Beten-Lesen), d. h. das Wort Gottes durch das Gebet aufzunehmen (Eph. 6,17–18). Der einfachste Weg, Christus zu genießen, sei es, seinen Namen anzurufen, denn nach der Bibel könne niemand „Jesus ist Herr“ sagen außer im Heiligen Geist (1. Kor. 12,3). Bereits im Alten Testament sei das Anrufen des Herrn praktiziert worden (1. Mose 4,26; 12,8; Jes. 12,3–4; Kl. 3,55), aber auch die neutestamentlichen Christen (Röm. 10,12–13; 1. Kor. 1,2) und Saulus von Tarsus hätten den Namen des Herrn angerufen, womit eine Person als Christ identifiziert werden konnte (Apg. 9,14.21). Zudem könnten die Gläubigen, weil Christus der Leben gebende Geist oder Pneuma (das Wort für „Atem“ im Griechischen) sei, den Herrn einatmen. Eigentlich sei das Anrufen des Herrn ein Trinken (Jes. 12,3–4), aber auch ein Atmen (Kl. 3,55–56).

### Die Gläubigen
Zwischen dem wiedergeborenen Menschen und dem durch einen Prozess gegangenen dreieinen Gott bestehe eine organische Vereinigung (1. Kor. 6,17), ja die Beziehung mit dem dreieinen Gott sei noch mehr als nur eine Vereinigung, sie sei eine Vermengung des durch einen Prozess gegangenen dreieinen Gottes mit seinem erlösten Volk. In dieser Vermengung würden Gottes Identität als Gott und die Identität des Gläubigen als Menschen deutlich beibehalten: „zu vermengen hat nicht den Verlust der Identität zur Folge.“ In Lees Worten: „Obwohl diese beiden Elemente [Göttlichkeit und Menschlichkeit] vermengt sind, bleibt die Essenz jedes Elementes in sich erhalten und es wird kein drittes Element produziert. Dies ist das richtige Verständnis von Vermengung.“
In Gottes Ökonomie werde der Mensch zu Gott im Leben und in der Natur, aber nicht in der Gottheit. Da die Gläubigen von Gott gezeugt worden seien (Joh. 1,13; 1. Joh. 5,1), seien sie mit seinem göttlichen Leben Teilhaber seiner göttlichen Natur (2. Petr. 1,4) und würden zu dem, was er in Leben, Natur, Ausdruck und Funktion sei.
Eine der wichtigsten Lehren Lees war die universale, göttlich-menschliche Einverleibung des vollendeten Gottes in die wiedergeborenen Gläubigen. Gott sei in seiner göttlichen Dreieinigkeit eine Einverleibung (Joh. 14,10–11), und das Ziel der Ökonomie Gottes sei es, die wiedergeborenen, umgewandelten und verherrlichten Auserwählten in eine Einverleibung mit dem dreieinen Gott zu bringen, wobei die Gläubigen und Gott für ewig eins würden (Joh. 14,20; 17,21.23). Dies nannte Lee den „hohen Gipfel der göttlichen Offenbarung“. Lee bezog „Einverleibung“ auf Personen, die ineinander wohnen. Gott sei in seiner göttlichen Dreieinigkeit eine Einverleibung, indem die drei Personen der Dreieinigkeit gegenseitig ineinander wohnten und wie einer zusammenarbeiteten. Die drei der Dreieinigkeit seien eine Einverleibung in dem, was sie seien und was sie täten (Joh. 14,10–11).
Die volle Erfahrung der organischen Errettung Gottes entspreche dem Herrschen in Christi Leben (Röm. 5,17). In diesem Zeitalter könnten die Gläubigen über Sünde und Tod herrschen, indem sie Christus als Leben völlig erführen und genössen, und schließlich würden die Gläubigen im Neuen Jerusalem mit Gott zusammen für ewig im Leben herrschen (Offb. 22,5).

### Die Gemeinde
Die Gemeinde sei der Leib Christi (Eph. 1,22–23; Kol 1,24), ein Organismus (Joh. 15,1–8) und keine Organisation. Sie sei auch der neue Mensch, der sich aus den erlösten und wiedergeborenen Gläubigen der beiden Völker, Juden und Heiden, zusammensetze. Christus habe die beiden Völker, die früher von Natur aus Feinde gewesen seien, in seinem eigenen Leib durch das Kreuz versöhnt, Frieden zwischen ihnen geschaffen und sie zu einem neuen Menschen geformt (Eph. 2,15–16). Eines der Werke Christi am Kreuz sei es gewesen, die Verordnungen abzuschaffen, die die Juden von den Heiden getrennt hätten, womit er den Weg für die echte Vermengung aller Gläubigen im einen neuen Menschen gebahnt habe.
Die Gemeinde als die Fülle Christi entstehe daraus, dass alle Gläubigen die unerforschlichen Reichtümer Christi genössen (Eph. 3,8). Die Reichtümer Christi, die die Gläubigen genössen, würden zur Fülle Christi, die sein Ausdruck sei. Die Gemeinde sei auch die Zunahme Christi als die Braut Christi (Joh. 3,29). Sie sei das Gegenüber Christi als Organismus des dreieinen Gottes. Der universale Weinstock mit seinen Reben (Joh. 15,1–8) sei ein Bild auf den Leib Christi, der die Wirklichkeit dieses Organismus des dreieinen Gottes sei. Die Gemeinde in ihrer höchsten Definition sei das Ergebnis der Austeilung der durch einen Prozess gegangenen Dreieinigkeit und die Übermittlung des übersteigenden Christus (Eph. 1,22).
Die Gemeinde, die das Ergebnis der universalen Austeilung Christi sei, komme an jedem Ort oder in jeder Stadt als örtliche Gemeinde zum Ausdruck. Diese örtlichen Gemeinden seien die Leuchter, die auf dem Grund des Ortes stünden, um den einen einzigartigen Christus zum Ausdruck zu bringen. Die örtlichen Gemeinden seien der Prozess, die Prozedur, während der eine Leib Christi das einzigartige Ziel sei. Der Herr wolle die Gemeinde aufbauen. Die Unterscheidung zwischen der universalen Gemeinde, die sich aus allen Gläubigen überall und durch die ganze Geschichte hinweg zusammensetzt, und der örtlichen Gemeinde, die sich aus allen Gläubigen an einem Ort zusammensetzt, ist ein wesentliches Kennzeichen der Lehren Lees in Bezug auf die Gemeinde. Er erklärt:

„In Matthäus 16,18 sagte der Herr: „Auf diesen Felsen will Ich Meine Gemeinde bauen.“ Das Wort des Herrn bezieht sich hier auf den Bau der universalen Gemeinde. Der Herr möchte die Gemeinde im Universum auf Sich Selbst als den Felsen bauen, aber Sein Bau wird durch die örtlichen Gemeinden ausgeführt. Wenn der Herr die örtlichen Gemeinden nicht gebaut hätte, hätte Er keinen Ort gehabt, um Seinen Bau der universalen Gemeinde zu beginnen. Wir sollten beachten: Wenn die örtlichen Gemeinden nicht aufgebaut werden, wie kann es dann den Aufbau der universalen Gemeinde geben? Wenn die örtlichen Gemeinden weggelassen werden, wird es keine universale Gemeinde geben. Daher sind die örtlichen Gemeinden die Wirklichkeit und die Anwendbarkeit der universalen Gemeinde. Der Herr baut die universale Gemeinde, indem Er die örtlichen Gemeinden baut.“

#### Praxis des Gemeindelebens
Lees Lehre über die Praxis des Gemeindelebens betont, den biblischen Vorbildern im Neuen Testament zu folgen, anstatt an einer Tradition festzuhalten. Dies ist vorherrschend in Lees Lehre über das „Gemeindeleben“:

„Der biblische Weg, wie man sich versammeln oder dienen soll, ist ein Kontrast zum traditionellen Weg. In Kapitel 4 sahen wir, dass der traditionelle Weg, sich zu versammeln und zu dienen, natürlich ist, dem natürlichen und gefallenen Zustand des Menschen entspricht und vom Menschen nicht verlangt, lebendig und im Geist zu sein, sondern erlaubt religiös zu sein und die Art und Weise der Religion akzeptiert. Im Kontrast dazu ist der biblische Weg, sich zu versammeln und zu dienen, geistlich, entspricht dem Geschmack des lebendigen und geistlichen Menschen und verlangt vom Menschen, lebendig und im Geist zu sein.“

Lee betonte auch biblische Handhabungen wie das Brechen des Brotes und die Taufe durch Untertauchen. Das Ziel solcher Handhabungen sei es, die Gemeindeglieder zum biblischen Weg des Gemeindelebens zurückzubringen und allen Gläubigen zu helfen, als lebendige Glieder des Leibes Christi recht zu funktionieren. Jeder Gläubige in den Versammlungen solle reden bzw. weissagen, einer nach dem anderen (1. Kor. 14,26.31). Weissagen, wie es im Neuen Testament vor allem in 1. Kor. 14 erwähnt werde, bedeute „nicht nur voraussagen. Weissagen bedeutet in erster Linie etwas für Gott zu sagen und Gott zu anderen zu sprechen bzw. anderen Christus auszuteilen.“
Lee lehrte auch, dass es vier wichtige Handhabungen für den Aufbau des Leibes Christi gebe – Zeugen, Nähren, Zurüsten und Aufbauen. Zuerst sollten die örtlichen Gemeindeglieder Sünder zu Christus führen, damit sie von Gott gezeugt werden könnten (1. Kor. 4,15). Dann brauchten diese neuen Gläubigen „Nahrung“ und sollten geistlich auf eine persönliche Art und Weise mit der göttlichen Versorgung der Schrift genährt werden (1. Thess. 2,7; Joh. 21,15). Während die neuen Gläubigen geistlich wüchsen, sollten sie auch in der Wahrheit und in ihrer Funktion im Leib zugerüstet werden. Schließlich sollte jeder Gläubige in dasselbe Werk des Aufbaus des Leibes Christi entsprechend dem Vorbild in Eph. 4,12.16 hineingebracht werden. Dieses organische Aufbauwerk werde ausgeführt, indem alle Glieder zugerüstet würden, um für den Aufbau des Leibes Christi zu weissagen.

#### Das Fundament für die Einheit der Gläubigen in der Gemeinde
In der Lehre, dass die Gemeinde als Leib Christi zwei Aspekte habe, den universalen und den örtlichen Aspekt, folgte Lee Watchman Nee. Nach Lee wurde der universale Aspekt der Gemeinde von Jesus in Matthäus 16, von den Aposteln in der Apostelgeschichte und in den Briefen (1. Kor. 12,3) aufgezeigt. Der örtliche Aspekt wurde von Jesus in Matthäus 18 und von den Aposteln in der Apostelgeschichte (8,1; 13,1; 14,23), in den Briefen (Röm. 16,1; 1. Kor. 1,2; Gal. 1,2) und in der Offenbarung (1,14) aufgezeigt.
Lee folgte Watchman Nee auch in der Lehre, dass der rechte Ausdruck des universalen Leibes Christi an einem bestimmten Ort oder in einer Stadt mit den Gläubigen beginne, die sich als die Gemeinde an diesem Ort versammelten (z. B. adressierten die Apostel ihre Briefe an „die Gemeinde in Ephesus“, „die Gemeinde in Korinth“, „die Gemeinde in Thessalonich“ usw.), wobei es in jeder Stadt nur eine Ältestenschaft (mit vielen Ältesten) gegeben habe (Tit. 1,5; Apg. 14,32). Alle Gläubigen seien in Christus als Glieder der Gemeinde anzunehmen, ungeachtet unterschiedlicher Rasse, Kultur, sozialem Stand oder Lehrauffassungen, solange sie am gemeinsamen Glauben festhielten. Daher bestehe der „Grund“, auf dem sich die Gläubigen versammelten, nicht aus einer besonderen Lehre, Rasse, Tradition etc., sondern nur aus der Stadt, in der sie wohnten. Nee nannte dies, sich „auf dem Grund der Einheit“ zu versammeln. Lee lehrte dies auch, nachdem er von Nee 1949 ausgesandt worden war, den Dienst außerhalb Chinas fortzusetzen.
Gläubige, die sich auf diese Art und Weise versammelten, dürften sagen: „Wir sind die Gemeinde“, wobei „wir“ alle Gläubigen beinhalte und nicht exklusiv zu verstehen sei.

„Die Gemeinde wird auf dieser Erde an Orten zum Ausdruck gebracht und dieser Ausdruck muss einheitlich sein. Macht es nicht kompliziert und lasst euch von der Verwirrung im Christentum nicht beeinflussen, sondern bleibt einfach. Es ist eine Schande, andere zu fragen, zu welcher Gemeinde sie gehören. Es reicht zu wissen, dass jemand ein Bruder ist. Ich gehöre zur Gemeinde und du gehörst zur Gemeinde. Wir alle gehören zur Gemeinde.“

Nach Lee „sollte jede örtliche Gemeinde alle echten Gläubigen in Christus annehmen“, aber sie sollte keinen Namen haben wie z. B. Baptisten, Methodisten oder Katholiken, weil sich ein Gläubiger dadurch von anderen Gläubigen in dieser Stadt abspalte, die nicht diese besondere Bezeichnung trügen. Einen Namen anzunehmen sei spalterisch und ein Gegensatz zu der Einheit, die alle Gläubigen in Christus geerbt hätten.

„Wenn ein Gläubiger es vorzieht, den Sabbat zu halten, wohingegen wir den Tag des Herrn vorziehen, oder wenn er nur Gemüse isst und wir allerlei essen, sollen wir ihn trotzdem annehmen. Wir sollten ihn annehmen, weil Gott ihn angenommen hat (Röm. 14,3) und weil Christus ihn angenommen hat (Röm. 15,7). Wir sollten jeden Gläubigen in Christus annehmen, was Christus entspricht (Röm. 15,5).“ „Wenn eine Gemeinde nicht alle echten Gläubigen annimmt, ist sie spalterisch und wird zu einer Sekte.“ „Daher sollten wir, obwohl wir die Taufe durch Untertauchen, Presbyterium (gr. Rat der Ältesten) und Kopfbedeckung praktizieren, solche Praktiken nicht zu etwas Besonderem machen, sodass sie uns von anderen abspalten. Zudem sollten wir sie nicht wie eine Verordnung handhaben und wir sollten uns nicht mit einem Namen wie Lutheraner, Baptist oder Presbyterianer bezeichnen, was einer besonderen Lehre oder Praxis entspricht.“

### Das Neue Jerusalem
Lee lehrte, dass das Neue Jerusalem „die Komplettierung der vollendeten göttlichen Offenbarung der ganzen Schrift ist – die Gesamtsumme der Erfüllung aller Prophezeiungen, Bilder, Zeichen und Vorschatten.“ Das Neue Jerusalem sei keine physische Stadt, sondern vielmehr ein Zeichen (Offb. 1,1), ein Symbol mit geistlicher Bedeutung. Lee sagte, dass ihm vor allem die Schriften von Gerhard Tersteegen und Theodore Austin-Sparks weitergeholfen hätten, um die wahre geistliche Bedeutung des Neuen Jerusalem zu sehen.
In Lees Lehre ist das Neue Jerusalem „die volle Vermengung des Dreieinen Gottes mit Seinem erlösten, wiedergeborenen und umgewandelten Volk.“ Lee bezieht sich auf das Speiseopfer in 3. Mose 2,4 als Bild auf diese Vermengung, wobei das feine Mehl den Menschen und das Öl Gott versinnbildliche, aber doch beide unterschiedlich blieben. Das Neue Jerusalem, das eine Vermengung der Göttlichkeit (des dreieinen Gottes) mit der Menschlichkeit (alle Gläubigen) sei, sei die Frau des Lammes (Offb. 21,9) und die Stiftshütte Gottes (Offb. 21,3). Lees Studien über das Neue Jerusalem beinhalten eine Analyse und eine praktische Anwendung aller Details, die in Offb. 2 und 3 aufgeführt sind. Nach Lee ist das Neue Jerusalem das letzte und größte Zeichen in der Bibel und das Ziel und Ergebnis aller Werke Gottes.

„Das Neue Jerusalem ist ein Zeichen für die Gesamtsumme des Werkes Gottes, das die neue Schöpfung beinhaltet, an der Er in allen Zeitaltern der alten Schöpfung wirkt.“

„In Hebr. 11,10 steht, dass Gott der Architekt und Erschaffer der heiligen Stadt, des Neuen Jerusalem, ist (Hebr. 12,22a; Offb. 21,2). Das Bauwerk Gottes begann mit der Zurüstung der alttestamentlichen Heiligen, der Patriarchen im vergangenen Zeitalter. Es setzt sich intensiver fort durch das Hervorbringen der reifen Gläubigen im neuen Zeitalter. Eigentlich ist die ganze Bibel ein voller Bericht des Werkes Gottes, das darin besteht, das Neue Jerusalem als Seine vollständige Offenbarmachung aufzubauen, damit Er für ewig voll zum Ausdruck kommt ...“

## Witness Lees Sicht des Christentums
Gegenüber dem traditionellen Christentum als System war Witness Lee abweisend eingestellt, und er betonte, dass alle Gläubigen aufgrund des gemeinsamen Glaubens angenommen werden sollten (Tit. 1,4; Jud. 3). Die folgenden Zitate veranschaulichen dies:

„Das niedergegangene religiöse System [des Christentums] schlägt den natürlichen, menschlichen, traditionellen, kulturellen und religiösen Weg ein. Menschlich gesprochen ist Religion etwas Gutes, aber geistlich gesprochen ist es gegen Gottes Ökonomie. Gott will keine Religion, sondern Er will sehen, wie Seine Ökonomie ausgeführt wird. Wir sind nicht hier für die Religion, sondern für Gottes Ökonomie, was beinhaltet, dass Sein vervollständigter Christus verkündet wird, damit die Gemeinde als der Leib von diesem Christus hervorgebracht wird.“

„Die Gemeinde beinhaltet alle, die den gemeinsamen Glauben haben, der uns errettet. Von diesem einen Glauben spricht Eph. 4,5 und daran halten sich alle fest, die gerettet sind (2. Petr. 1,1). Dieser Glaube bewirkt, dass die Gläubigen eins sind, und er spaltet sie nicht. Eine Verordnung oder eine Systematisierung von Lehren geht über den gemeinsamen Glauben hinaus und spaltet die Gläubigen.“

In seiner Lehre über das Christentum zeigte Witness Lee vor allem „unbiblische“ Methoden auf, z. B. die Verwendung eines Denominationsnamens und das Klerus-Laien-System. Es sei nötig, dass alle Christen eine Einheit bildeten.

## Werke

### Hauptveröffentlichungen
Witness Lees Vorträge sind von Living Stream Ministry in über 400 Büchern in über 14 Sprachen veröffentlicht worden. Als wichtigste Veröffentlichung gelten die Lebensstudien der Bibel, eine Kommentarreihe mit über 25.000 Seiten, „die aus der Sicht des Genusses der Gläubigen und der Erfahrung des göttlichen Lebens in Christus durch den Heiligen Geist geschrieben wurde“. Ein anderes großes Werk, Kristallisationsstudium der Bibel, das Höhepunkte oder „Kristalle“ in jedem Buch der Bibel aufzeigen sollte, konnte Lee nicht mehr vollenden.
Lee gab eine neue Übersetzung des Neuen Testaments ins Chinesische heraus, die er „Wiedererlangungsversion“ nannte. Er leitete auch die Übersetzung der englischen Ausgabe.
Lee schrieb, sammelte und übersetzte christliche Lobpreislieder. Von 1963 bis 1964 verfasste er ungefähr 200 neue Lieder, die er zusammen mit Texten anderer Autoren in einem 1348 Lieder umfassenden Gesangbuch herausgab.

### Radiosendungen
Lees Vorträge werden von christlichen Radiostationen der USA in der Sendereihe „Lebensstudium der Bibel mit Witness Lee“ ausgestrahlt und sind auch als Podcasts zugänglich.